# Chính sách thống nhất giải quyết tranh chấp tên miền
Chính sách thống nhất giải quyết tranh chấp tên miền (tiếng Anh: Uniform Domain-Name Dispute-Resolution Policy, viết tắt là UDRP) là một quy trình được tạo ra bởi Cơ quan tên miền và số hiệu mạng Internet (ICANN) để giải quyết các tranh chấp liên quan đến việc đăng ký tên miền Internet. Chính sách của UDRP hiện được áp dụng cho tất cả các tên miền cấp cao nhất .biz, .com, .info, .name, .net, và .org, và một vài tên miền quốc gia cấp cao nhất.
Khi một người đăng ký chọn một tên miền, ông/bà ta ngoài những việc làm khác phải "đại diện và chứng thực", rằng việc đăng ký tên miền "sẽ không xâm phạm hoặc vi phạm quyền lợi của bất kỳ bên thứ ba nào", và đồng ý tham gia vào bất kỳ một cuộc kiện tụng nào nếu có bên thứ ba yêu cầu.
Trong cách làm việc của UDRP, ban hội thẩm sẽ xem xét những yếu tố như, liệu tên miền của người đăng ký bị kiện có y hệt hoặc giống đến mức nhầm lẫn một thương hiệu mà người thưa kiện có quyền lợi hay không; liệu bị cáo không có quyền hoặc lợi ích chính đáng đối với tên đó; và liệu bị cáo đã đăng ký rồi sử dụng tên miền sai mục đích hay không. Người sở hữu thương hiệu đôi khi sẽ rất khó khăn để chứng minh sự đăng ký và sử dụng một tên miền tranh chấp là sai mục đích, và do đó trong những chính sách giải quyết tranh chấp khác yêu cầu cuối cùng được giảm nhẹ thành "hoặc" (ví dụ như trong những chính sách giải quyết tranh chấp áp dụng cho tên miền  hay ).
Mục tiêu của UDRP là tạo ra một tiến trình hợp lý để giải quyết những tranh chấp như vậy, khiến cho nó nhanh hơn và đỡ tốn kém hơn một vụ kiện hợp pháp. Tuy nhiên, khi một bên không thỏa mãn với quyết định của UDRP, họ có thể đưa vấn đề ra tòa.
Tiến trình UDRP đã được áp dụng trong một số trường hợp nổi tiếng, như Madonna Ciccone, tên đại diện là Madonna tranh chấp với Dan Parisi và "Madonna.com". Ở đó ban hội thẩm đã tìm thấy những luận cứ chống lại người đăng ký bị kiện dựa trên ba yếu tố ở trên, và đã yêu cầu trả lại tên miền cho Madonna.
Thường có những tranh chấp về các tên miền tương tự nhau chứ không hoàn toàn giống nhau, khi đó bên nguyên sắp đặt một vụ kiện đòi thương hiệu hoặc vi phạm bản quyền. Ví dụ như diễn viên Robert De Niro đã đòi quyền sở hữu tất cả tên miền có chữ "Tribeca" đối với các tên miền có bất cứ nội dung nào liên quan đến các liên hoan phim. Cụ thể hơn, ông ta có một sự tranh chấp về quyền sở hữu trang web http://tribeca.net..